# Mitten in Deutschland: NSU
Mitten in Deutschland: NSU ist eine von Das Erste 2016 ausgestrahlte Doku-Drama-Trilogie, die den Nationalsozialistischen Untergrund aus unterschiedlichen Sichtweisen darstellt.
Die Trilogie besteht aus folgenden Filmen:
1. Die Täter – Heute ist nicht alle Tage am 30. März 2016 ausgestrahlt
2. Die Opfer – Vergesst mich nicht am 4. April 2016 ausgestrahlt
3. Die Ermittler – Nur für den Dienstgebrauch am 6. April 2016 ausgestrahlt